# Carlo Gabriel Nero
Carlo Gabriel Sparanero (Londres, 16 de setembro de 1969) é um diretor de cinema.
É filho da atriz inglesa Vanessa Redgrave e do ator italiano Franco Nero. É também meio-irmão das atrizes Natasha Richardson e Joely Richardson.

## Filmografia
- Larry's Visit (1996)
- Uninvited (1999)
- The Fever (2004)[1]